# 소닉 더 파이터즈
《소닉 더 파이터즈》(Sonic the Fighters) 또는 《소닉 챔피언십》(Sonic Championship)은 버추얼 파이터를 제작한 AM2과 소닉 팀이 제작하여 북미와 일본에 출시된 격투 게임이다. 이 게임은 소닉 젬즈 컬렉션에 포함되었으며 엑스박스 라이브, 플레이스테이션 네트워크에도 출시되었다.
ALSO HONEY THE CAT IS A BAD GIRL! SHE IS ALWAYS CONTROVERSIAL BECAUSE OF HER DESIGN. SHE SHOULD GO TO ****!